# Конкурс молодых музыкантов «Евровидение-2010»
Евровидение для молодых музыкантов 2010 (англ. Eurovision Young Musicians 2010) — 15-й конкурс молодых музыкантов «Евровидение», который прошёл в Австрии в 2010 году. Полуфинал прошёл 8 мая 2010 года. Финал конкурса состоялся 14 мая 2010 года на сцене перед Венской ратушей . Победу на конкурсе одержала участница из Словении Ева-Нина Козмус, играющая на флейте. Музыканты из Норвегии и России заняли второе и третье место соответственно.
Организатором конкурса выступила австрийская национальная телекомпания ORF. В конкурсе приняли участие молодые музыканты в возрасте до 20 лет из 15 стран. От участия в конкурсе в этом году отказались Сербия, Украина и Финляндия (помимо ещё 16 стран, имеющих право на участие, но переставших участвовать ранее).  На конкурс вернулась Чехия, также состоялся дебют Белоруссии.

## Место проведения
Страной-хозяйкой пятнадцатого конкурса классической музыки «Евровидение для молодых музыкантов» была выбрана в пятый раз (в том числе в третий раз подряд) Австрия. Финал конкурса вновь прошёл на Ратхаусплац в Вене, где специально была сооружена временная сцена. Полуфинал проводился в Венский радиоцентр ORF.
К слову, Австрия уже проводила конкурс в 1990, 1998, 2006, 2008 и 2010 годах. В 1990 году он состоялся на сцене концертного зала «Musikverein» в Вене, в 1998 году соревнование снова состоялось в Вене на сцене «Венского Концертхауса». В 2006, 2008 годах конкурс также принимала Вена, но уже на временных сценах на Ратхаусплац.

## Формат
К участию в конкурсе допускаются молодые музыканты в возрасте от 10 до 19 лет включительно, с учётом того, что в день проведения финала им не исполнится 20 лет. Причем участниками могут стать только соло-исполнители, не задействованные на профессиональной основе (то есть не получающие прибыли от выступлений). Музыкальный инструмент и программу участник выбирает по своему усмотрению.
Каждый из 15 участников в полуфинале исполняет 15-минутную программу. Оценивает выступления конкурсантов профессиональное жюри, каждый член которого обязан присудить баллы от 1 до 10 каждому исполнителю. По результатам голосования жюри в финал выходит 7 стран-участниц. В финале конкурса участник исполняет 10-минутную программу. После всех выступлений участников жюри объявляет тройку победителей.
«Это исключительное событие, международная площадка, где открывают выдающихся молодых и талантливых музыкантов. Кроме того, это отличный повод разбудить интерес к классической музыке у молодежи».Беттина Бринкман, одна из руководителей проекта

### Ведущие и оркестр
Молодых музыкантов сопровождал симфонический оркестр Венского радио под управлением немецкого дирижёра Корнелиуса Майстера.

### Связанные события
Финал конкурса стал открытием одного из наиболее престижных музыкальных фестивалей Европы – «Wiener Festwochen» (Венской фестивальной недели).

### Жюри

#### Состав жюри в полуфинале
В состав профессионального жюри в полуфинале вошло 5 человек:
- Вернер Хинк (Председатель)
- Ранко Маркович
- Александр Маркович
- Ингела Ояна
- Хусейн Сермет

#### Состав жюри в финале
В состав профессионального жюри в финале вошло 5 человек:
- Петер Этвёш (Председатель)
- Вернер Хинк
- Кристина Ортис
- Бен Пэтемен
- Алексей Огринчук

## Участники

### Полуфинал
| №  | Страна         | Представитель         | Инструмент | Результат |
| -- | -------------- | --------------------- | ---------- | --------- |
| 1  | Австрия        | Мари-Кристин Клеттнер | Скрипка    | —         |
| 2  | Беларусь       | Иван Каризна          | Виолончель | Финалист  |
| 3  | Хорватия       | Филипп Мерцеп         | Перкуссия  | Финалист  |
| 4  | Кипр           | Ламбис Пауло          | Фортепиано | —         |
| 5  | Чехия          | Лукаш Дитрих          | Кларнет    | —         |
| 6  | Германия       | Айрапет Аракелян      | Саксофон   | Финалист  |
| 7  | Греция         | Константин Дестунис   | Фортепиано | —         |
| 8  | Нидерланды     | Дана Земтсова         | Альт       | —         |
| 9  | Норвегия       | Гуро Клевен Хаген     | Скрипка    | Финалист  |
| 10 | Польша         | Бартош Гловацки       | Аккордеон  | Финалист  |
| 11 | Румыния        | Стефан Казаку         | Виолончель | —         |
| 12 | Россия         | Даниил Трифонов       | Фортепиано | Финалист  |
| 13 | Словения       | Ева-Нина Козмус       | Флейта     | Финалист  |
| 14 | Швеция         | Маттиас Хансков Палм  | Контрабас  | —         |
| 15 | Великобритания | Питер Мур             | Тромбон    | —         |

### Финал
| № | Страна   | Участник          | Инструмент | Произведение (Композитор)                                               | Результат    |
| - | -------- | ----------------- | ---------- | ----------------------------------------------------------------------- | ------------ |
| 1 | Хорватия | Филипп Мерцеп     | Перкуссия  | Concerto for Marimba & String Orchestra, 2nd mvt (Эммануэль Седжоерн)   | —            |
| 2 | Норвегия | Гуро Клевен Хаген | Скрипка    | Concerto for Violin and Orchestra in D-Major, 3rd mvt (Пётр Чайковский) | Второе место |
| 3 | Польша   | Бартош Гловацки   | Аккордеон  | Concerto "Classico" for Accordion and Orchestra (Миколай Макусиак)      | —            |
| 4 | Германия | Айрапет Аракелян  | Саксофон   | Fantaisie Brilliante (Франсуа Борн)                                     | —            |
| 5 | Беларусь | Иван Каризн       | Виолончель | Concerto in C Major for Cello and Orchestra, 3rd mvt (Йозеф Гайдн)      | —            |
| 6 | Словения | Ева-Нина Козмус   | Флейта     | Concerto for flute, III. mov. Allego scherzando (Жак Ибер)              | Победитель   |
| 7 | Россия   | Даниил Трифонов   | Фортепиано | Grande Polonaise Brilliante (Фредерик Шопен)                            | Третье место |